# Hansblockita
La hansblockita és un mineral de la classe dels sulfurs. Rep el seu nom en honor de Hans Block (1881-1953), a causa del seu important paper relacionat amb l'extracció de minerals de Bolívia.

## Característiques
La hansblockita és un selenur de fórmula química (Cu,Hg)(Bi,Pb)Se₂. Va ser aprovada com a espècie vàlida per l'Associació Mineralògica Internacional l'any 2016. Cristal·litza en el sistema monoclínic. Aquesta estructura monoclínica s'estabilitza per la presència de plom i mercuri. Es troba en forma de plaques primes fent intercreixements subparal·lels amb altres selenurs; també com a grans anèdrics i subèdrics, de fins a 150 micròmetres de longitud i 50 micròmetres d'ample. La seva duresa a l'escala de Mohs es troba entre 2 i 2,5. És un mineral dimorf de la grundmannita.

## Formació i jaciments
Va ser descoberta a la mina El Dragón, a la província Antonio Quijarro (Departament de Potosí, Bolívia), l'únic indret on ha estat trobada aquesta espècie. Sol trobar-se associada a altres minerals com la clausthalita, la penroseïta cobàltica, la petrovicita i el mineral selenur sense anomenar Unnamed (Cu-Pb-Hg-Bi Selenide).